# Lista de gentílicos de Portugal
Esta é uma lista de gentílicos de Portugal.
| Localidade                        | Gentílico                                | Obs. |
| --------------------------------- | ---------------------------------------- | --- |
| Abaças                            | abacense                                 | |
| Abade de Neiva                    | abadense                                 | |
| Abade de Vermoim                  | abadense                                 | |
| Abadim                            | abadinense                               | |
| Abambres                          | abambresense                             | |
| Abela                             | abelense                                 | |
| Abitureiras                       | abitureirense                            | |
| Abiul                             | abiulense                                | |
| Aboim                             | aboinense                                | |
| Abragão                           | abragonense                              | |
| Abrantes                          | abrantino                                | |
| Abreiro                           | abreirense                               | |
| Abrunheira                        | abrunheirense                            | |
| Abrunhosa                         | abrunhosense                             | |
| Açores                            | açoriano                                 | açorense, açorenho |
| A da Gorda                        | dagordense                               | |
| A das Lebres                      | lebrense                                 | |
| Adorigo                           | adoriense                                | |
| A dos Loucos                      | adoslouquense                            | |
| Afife                             | afifense                                 | |
| Afonsoeiro                        | afonsoeirense                            | |
| Agilde                            | agildense                                | |
| Agrobom                           | agroboense                               | |
| Água de Pau                       | pauense                                  | |
| Aguada                            | aguadense                                | |
| Agualva                           | agualvense                               | |
| Aguçadoura                        | aguçadourense                            | |
| Águeda                            | aguedense                                | |
| Aguiar da Beira                   | aguiarense                               | |
| Aguim                             | aguinense                                | |
| Airão                             | aironense                                | |
| Aires                             | airense                                  | |
| Airó                              | airoense                                 | |
| Ajuda                             | ajudense                                 | |
| Alandroal                         | alandroalense                            | |
| Albarraque                        | albarraquense                            | |
| Albergaria-a-Velha                | albergariense                            | |
| Albernoa                          | albernoense                              | |
| Albufeira                         | albufeirense                             | |
| Alburitel                         | alburitelense                            | |
| Alcácer do Sal                    | salaciense                               | alcacerense, alcacerano, salaciano                                                                                           |
| Alcáçovas                         | alcaçovense                              | |
| Alcains                           | alcainense                               | |
| Alcanede                          | alcanedense                              | |
| Alcanena                          | alcanense                                | alcanenense |
| Alcântara                         | alcantarense                             | |
| Alcantarilha                      | alcantarilhense                          | |
| Alcaria                           | alcariense                               | |
| Alcobaça                          | alcobacense                              | |
| Alcobertas                        | alcobertense                             | |
| Alcochete                         | alcochetano                              | |
| Alcoentre                         | alcoentrense                             | |
| Alcofra                           | alcofrense                               | |
| Alcongosta                        | alcongostense                            | |
| Alcórrego                         | alcorreguense                            | |
| Alcoutim                          | alcoutenejo                              | alcoutinense, alcoutenense                                                                                                   |
| Aldeia da Mata                    | matense                                  | |
| Aldeia das Dez                    | aldeense                                 | |
| Aldeia do Carrasco                | carrasquense                             | |
| Aldeia dos Fernandes              | fernandense                              | |
| Aldeia Galega                     | aldegalense                              | |
| Aldeia Grande                     | aldeia-grandense                         | |
| Aldeia Nova de São Bento          | aldenovense                              | aldeanovense |
| Aldeias                           | aldeense                                 | |
| Aldeias de Montoito               | aldeense                                 | |
| Aldreu                            | aldreense                                | |
| Alegrete                          | alegretense                              | |
| Alenquer                          | alenquerense                             | alencarense |
| Alentejo                          | alentejano                               | alentejense |
| Alfândega da Fé                   | alfandeguense                            | |
| Alfarelos                         | alfarelense                              | |
| Alfeizerão                        | alfeizerense                             | |
| Alfena                            | alfenense                                | penteeiro, queimadelense |
| Alferce                           | alfercenho                               | |
| Algarve                           | algarvio                                 | algarvense, algarvéu |
| Algodres                          | algodrense                               | |
| Alhadas                           | alhadense                                | |
| Alhandra                          | alhandrense                              | |
| Alhos Vedros                      | alhosvedrense                            | |
| Alijó                             | alijoense                                | |
| Aljezur                           | aljezurense                              | |
| Aljubarrota                       | aljubarrotense                           | |
| Aljustrel                         | aljustrelense                            | vispascense |
| Almaceda                          | almacedense                              | |
| Almada                            | almadense                                | |
| Almagreira                        | almagreirense                            | |
| Almancil                          | almancilense                             | |
| Almargem do Bispo                 | almargense                               | |
| Almeida                           | almeidense                               | |
| Almeirim                          | almeirinense                             | almeirense |
| Almendra                          | almendrense                              | |
| Almodôvar                         | almodovarense                            | |
| Almofala                          | almofalense                              | |
| Almornos                          | almornense                               | |
| Almoster                          | mosteirense                              | almosterense |
| Alpalhão                          | alpalhoense                              | alpalhense |
| Alpendurada                       | alpenduradense                           | |
| Alpiarça                          | alpiarcense                              | |
| Alqueidão                         | alqueidoense                             | alqueidanense, alqueidoeiro                                                                                                  |
| Altares                           | altarense                                | |
| Alte                              | altense                                  | |
| Alter do Chão                     | alterense                                | |
| Altura                            | alturense                                | |
| Alturas do Barroso                | barrosão                                 | |
| Alvaiázere                        | alvaiazerense                            | |
| Alvalade                          | alvaladense                              | |
| Alvares                           | alvarense                                | |
| Alvega                            | alveguense                               | |
| Alverca da Beira                  | alvercense                               | |
| Alverca do Ribatejo               | alverquense                              | |
| Alvide                            | alvidense                                | |
| Alvite                            | alvitense                                | |
| Alvito                            | alvitense                                | |
| Alvoco da Serra                   | alvocense                                | |
| Alvor                             | alvorense                                | |
| Alvorge                           | alvorgense                               | |
| Amadora                           | amadorense                               | |
| Amarante                          | amarantino                               | |
| Amareleja                         | amarelense                               | amarelejense |
| Amares                            | amarense                                 | |
| Ameal                             | amealense                                | |
| Ameixial                          | ameixialense                             | |
| Ameixoeira                        | ameixoeirense                            | |
| Amêndoa                           | amendoense                               | |
| Amiais de Baixo                   | amiense                                  | amialeiro |
| Amiais de Cima                    | amiense                                  | |
| Amieira                           | amieirense                               | |
| Amieira do Tejo                   | amiense[carece de fontes?]               | ameirense |
| Amieirinha                        | amieirinhense                            | |
| Amonde                            | amondense                                | |
| Amor                              | amorense                                 | |
| Amora                             | amorense                                 | |
| Amoreira da Gândara               | amoreirense                              | |
| Amorim                            | amorinense                               | |
| Anadia                            | anadiense                                | |
| Ançã                              | ançanense                                | |
| Anceriz                           | ancerizense                              | |
| Âncora                            | ancorense                                | |
| Angeja                            | angejense                                | |
| Angra do Heroísmo                 | angrense                                 | agrense |
| Angueira                          | angueirense                              | |
| Anobra                            | anobrense                                | |
| Ansião                            | ansianense                               | |
| Anta                              | antense                                  | |
| Antime                            | antimense                                | |
| Apelação                          | apelaçonense                             | apelaconense, apelacense |
| Apúlia                            | apuliense                                | |
| Arada                             | aradense                                 | |
| Arazede                           | arazedense                               | |
| Arcos                             | arcoense                                 | |
| Arcos de Valdevez                 | arcuense                                 | arcoense, arquense |
| Arcozelo                          | arcozelense                              | |
| Arega                             | areguense                                | |
| Areias                            | arenense                                 | areiense |
| Arelho                            | arelhense                                | |
| Arentim                           | arentinense                              | |
| Areosa                            | areosense                                | |
| Arez                              | arenense[carece de fontes?]              | |
| Arganil                           | arganilense                              | |
| Árgea                             | argense                                  | |
| Argivai                           | argivaiense                              | |
| Argoncilhe                        | argocilhense                             | |
| Argozelo                          | argozelense                              | |
| Armação de Pêra                   | armacenense                              | |
| Armamar                           | armamarense                              | |
| Armil                             | armilense                                | |
| Arneiro das Milhariças            | arneirense                               | |
| Arões                             | aronense                                 | |
| Arouca                            | arouquense                               | arouquês |
| Arraiolos                         | arraiolense                              | |
| Arranhó                           | arranhoense                              | |
| Arreigada                         | arreigadense                             | |
| Arrentela                         | arrentelense                             | arrentelesense |
| Arrifana                          | arrifanense                              | |
| Arrifes                           | arrifense                                | |
| Arrimal                           | arrimalense                              | |
| Arripiado                         | arrepiadense                             | |
| Arronches                         | arronchense                              | |
| Arroteias                         | arroteense                               | |
| Arruda dos Vinhos                 | arrudense                                | |
| Árvore                            | arvorense                                | |
| Assafora                          | assaforense                              | |
| Asseiceira                        | asseiceirense                            | |
| Assumar                           | assumarense                              | |
| Atalaia                           | atalaiense                               | |
| Atouguia                          | atouguiense                              | |
| Atouguia da Baleia                | atouguiense                              | |
| Avanca                            | avancanense                              | |
| Aveiras de Cima                   | cima-aveirense                           | aveirense |
| Aveiro                            | aveirense                                | |
| Avelar                            | avelarense                               | |
| Avelãs da Ribeira                 | avelanense                               | |
| Aveloso                           | avelosense                               | |
| Aves                              | avense                                   | |
| Avessadas                         | avessadense                              | |
| Avintes                           | avintense                                | |
| Avis                              | avisense                                 | |
| Avô                               | avoense                                  | |
| Avões                             | avoense                                  | |
| Azambuja                          | azambujense                              | azambujino |
| Azaruja                           | azarujense                               | |
| Azeitão                           | azeitonense                              | |
| Azinhaga                          | azinhaguense                             | |
| Azueira                           | azueirense                               | |
| Azurara                           | azurarense                               | |
| Bagunte                           | baguntense                               | |
| Baião                             | baionense                                | baionês, baianense |
| Bairrada                          | bairradino                               | |
| Bairradas                         | bairradense                              | |
| Bairro                            | bairrense                                | |
| Baixa da Banheira                 | banheirense                              | |
| Bajouca                           | bajouquense                              | |
| Balasar                           | balasarense                              | |
| Baleal                            | balealense                               | |
| Balsa                             | balsense                                 | |
| Baltar                            | baltarense                               | |
| Balugães                          | baluganense                              | |
| Baraçal                           | baraçalense                              | |
| Barbeita                          | barbeitense                              | |
| Barcarena                         | barcarenense                             | |
| Barcelos                          | barcelense                               | |
| Barcouço                          | barcoucense                              | |
| Barqueiros                        | barqueirense                             | |
| Barrancos                         | barranquense                             | barranquenho, arraiano |
| Barranha                          | barranhinha                              | barranhense |
| Barreiro                          | barreirense                              | camarro |
| Barril de Alva                    | barrilense                               | |
| Bárrio                            | barriense                                | |
| Barrô                             | barroense                                | |
| Barrosa                           | barrosense                               | |
| Barroselas                        | barroselense                             | |
| Barroso                           | barrosinho                               | barrosão |
| Batalha                           | batalhense                               | |
| Beira                             | beirão                                   | beirense |
| Beira Alta                        | alto-beirão                              | beiraltino |
| Beira Baixa                       | baixo-beirão                             | |
| Beja                              | bejense                                  | pacense, julianense |
| Belém                             | belenense                                | |
| Belinho                           | belinhense                               | |
| Belmonte                          | belmontense                              | |
| Belver                            | belverense                               | |
| Bemposta                          | bempostense                              | |
| Benafim                           | benafinense                              | |
| Benavente                         | benaventense                             | benaventino, benaventano |
| Benavila                          | benavilense                              | |
| Bencatel                          | bencatelense                             | |
| Bendada                           | bendadense                               | |
| Benedita                          | beneditense                              | |
| Benfeita                          | benfeitense                              | |
| Benfica do Ribatejo               | benfiquense                              | |
| Beringel                          | beringelense                             | |
| Berlengas                         | berlengueiro                             | |
| Beselga                           | beselguense                              | |
| Bidoeira de Cima                  | bidoeirense                              | |
| Bilhó                             | bilhoense                                | |
| Biscainho                         | biscainhense                             | |
| Biscoitos                         | biscoitense                              | |
| Bismula                           | bismulense                               | |
| Bobadela                          | bobadelense                              | |
| Bodiosa                           | bodiosense                               | |
| Boelhe                            | boelhense                                | |
| Bogas de Cima                     | boguense                                 | |
| Boidobra                          | boidobrense                              | |
| Boivães                           | boivanense                               | |
| Boliqueime                        | boliqueimense                            | |
| Bombarral                         | bombarralense                            | bombarrelense |
| Bonfim                            | bonfinense                               | |
| Borba                             | borbense                                 | |
| Bordeira                          | bordeirense                              | |
| Boticas                           | botiquense                               | |
| Bouro                             | bourense                                 | |
| Braga                             | bracarense                               | brácaro, braguês, bracaraugustano                                                                                            |
| Bragado                           | bragadense                               | |
| Bragança                          | bragantino                               | bragançano, braganção, brigantino, bragancês                                                                                 |
| Brandoa                           | brandoeiro                               | |
| Brasfemes                         | brasfemense                              | |
| Brenha                            | brenhense                                | |
| Brinches                          | brinchense                               | |
| Brotas                            | brotense                                 | |
| Brufe                             | brufense                                 | |
| Bucelas                           | bucelense                                | |
| Bugalhos                          | bugalhense                               | |
| Bunheiro                          | bunheirense                              | |
| Burgães                           | burganense                               | |
| Burgo                             | burguense                                | |
| Benfica                           | benfiquense                              | |
| Cabanas                           | cabanense                                | |
| Cabeça                            | cabecense                                | |
| Cabeção                           | cabeçanense                              | |
| Cabeceiras de Basto               | cabeceirense                             | |
| Cabeço de Vide                    | vidense                                  | |
| Cabeçudos                         | cabeçudense                              | |
| Cabouco                           | cabouquense                              | |
| Cabreiros                         | cabreirense                              | |
| Cabril                            | cabrilense                               | |
| Cacela                            | cacelense                                | |
| Cacém                             | cacenense                                | |
| Cachoeiras                        | cachoeirense                             | |
| Cacia                             | caciense                                 | |
| Cacilhas                          | cacilhense                               | |
| Cadafaz                           | cadafazense                              | |
| Cadaval                           | cadavalense                              | |
| Cadoiço                           | cadoicense                               | |
| Caia                              | caiense                                  | |
| Caires                            | cairense                                 | |
| Caldas da Rainha                  | caldense                                 | |
| Caldas das Taipas                 | taipense                                 | caldelense |
| Calendário                        | calendarense                             | |
| Calhandriz                        | calhandricense                           | |
| Calheta (Açores)                  | calhetense                               | |
| Calheta (Madeira)                 | calhetense                               | |
| Calvão (Vagos)                    | calvoense                                | calvoeiro |
| Camacha                           | camachense                               | |
| Câmara de Lobos                   | câmara-lobense                           | |
| Camarate                          | camaratense                              | |
| Cambas                            | cambense                                 | |
| Cambedo                           | cambedense                               | |
| Cambeses                          | cambesense                               | |
| Cambra                            | cambrense                                | |
| Caminha                           | caminhense                               | |
| Campanhã                          | campanhense                              | |
| Campelos                          | campelense                               | |
| Campinho                          | campinense                               | campinhense |
| Campo                             | campense                                 | |
| Campo de Besteiros                | besteirense                              | |
| Campo Maior                       | campomaiorense                           | campo-maiorense |
| Canas de Senhorim                 | canense                                  | |
| Candal                            | candalense                               | |
| Candemil                          | candemilense                             | |
| Candosa                           | candosense                               | |
| Caneças                           | canecense                                | |
| Canelas                           | canelense                                | |
| Canhas                            | canheiro                                 | |
| Caniço                            | canicense                                | |
| Canidelo                          | canidelense                              | |
| Cano                              | canense                                  | |
| Cantanhede                        | cantanhedense                            | cantanhadense |
| Cantar-Galo                       | galense                                  | |
| Caparica                          | capariquense                             | |
| Caparide                          | caparidense                              | |
| Capelas                           | capelense                                | |
| Caramulo                          | caramulano                               | caramulense |
| Caranguejeira                     | caranguejeirense                         | |
| Carapeços                         | carapecense                              | |
| Carapinheira                      | carapinheirense                          | |
| Carapito                          | carapitense                              | |
| Carção                            | carçonense                               | |
| Carcavelos                        | carcavelense                             | |
| Cardielos                         | cardielense                              | |
| Cardigos                          | cardiguense                              | |
| Cardosas                          | cardosense                               | |
| Caria                             | cariense                                 | |
| Carnaxide                         | carnaxidense                             | |
| Carnide                           | carnidense                               | |
| Carrapateira                      | carrapateirense                          | |
| Carrazeda de Ansiães              | carrazedense                             | |
| Carreço                           | carrecense                               | |
| Carregado                         | carregadense                             | |
| Carregal do Sal                   | carregalense                             | |
| Carregosa                         | carregosense                             | |
| Carregueira                       | carregueirense                           | |
| Carreira                          | carreirense                              | |
| Cartaxo                           | cartaxense                               | cartaxeiro |
| Carvalhal Redondo                 | carvalhense                              | |
| Carvalhos                         | carvalhense                              | |
| Carvalhosa                        | carvalhosense                            | |
| Carvide                           | carvidense                               | |
| Carvoeiro                         | carvoeirense                             | |
| Casais da Amendoeira              | amendoeirense                            | |
| Casais das Boiças                 | boicense                                 | |
| Casais de Além                    | alencalense                              | |
| Casais Robustos                   | robustense                               | |
| Casal da Pinheira                 | pinheirense                              | |
| Casal da Serra                    | casalense                                | |
| Casal das Figueiras               | figueirense                              | |
| Casal de Álvaro                   | alvarense                                | |
| Casal de Ermio                    | ermiense                                 | |
| Casal de Relvas                   | relvense                                 | |
| Casal dos Bernardos               | bernardense                              | |
| Casal Ventoso                     | casalense                                | |
| Casalinhos de Alfaiata            | casalinhense                             | |
| Casas Novas de Mares              | casanovense                              | |
| Casével                           | casevelense                              | |
| Cascais                           | cascaense                                | cascarejo, cascalhense, cascalense, cascalejo                                                                                |
| Casegas                           | caseguense                               | |
| Castanheira de Pera               | perense                                  | castanheirense |
| Castanheira do Vouga              | castanheirense                           | |
| Castedo                           | castedense                               | |
| Castelejo                         | castelejense                             | |
| Castelo                           | castelense                               | |
| Castelo Branco                    | albicastrense                            | |
| Castelo da Maia                   | castelense                               | |
| Castelo de Paiva                  | paivense                                 | |
| Castelo de Vide                   | castelo-vidense                          | vidense, viticastrense |
| Castelo do Neiva                  | castelense                               | |
| Castro Laboreiro                  | castrejo                                 | |
| Castro Marim                      | castro-marinense                         | castromarinense |
| Castro Verde                      | castrense                                | castro-verdiano, castro-verdense                                                                                             |
| Cativelos                         | cativelense                              | |
| Catujal                           | catujalense                              | |
| Caveira                           | caveirense                               | |
| Caxarias                          | caxariense                               | |
| Caxias                            | caxiense                                 | |
| Cebolais de Cima                  | cebolense                                | |
| Cedofeita                         | cedofeitense                             | |
| Cedovim                           | cedovinense                              | |
| Cedrim                            | cedrinense                               | |
| Cedros                            | cedrense                                 | |
| Cela                              | celense                                  | |
| Celavisa                          | celavisense                              | |
| Celorico da Beira                 | celoricense                              | |
| Celorico de Basto                 | celoricense                              | celoriquense |
| Cepães                            | cepanense                                | |
| Cepelos                           | cepelense                                | |
| Cepos                             | cepense                                  | |
| Cercal                            | cercalense                               | |
| Cerdal                            | cerdalense                               | |
| Cernache                          | cernachense                              | |
| Cernadelo                         | cernadelense                             | |
| Cerva                             | cervense                                 | |
| Cesar                             | cesarense                                | |
| Cete                              | cetense                                  | |
| Chafé                             | chafense                                 | |
| Chainça                           | chaincense                               | |
| Chamusca                          | chamusquense                             | |
| Chancelaria                       | chancense                                | |
| Charneca de Caparica              | charnequense                             | |
| Chaves                            | flaviense                                | |
| Chelas                            | chelense                                 | |
| Cheleiros                         | cheleirense                              | |
| Chorense                          | chorense                                 | |
| Ciborro                           | ciborrense                               | |
| Cicouro                           | cicourense                               | |
| Cinfães                           | cinfanense                               | |
| Coentral                          | coentralense                             | |
| Cogula                            | cogulense                                | |
| Coimbra                           | conimbricense                            | coimbrão, conimbrigense, colimbriense, coimbrense, conimbrense                                                               |
| Coina                             | coinense                                 | |
| Coja                              | cojense                                  | |
| Colares                           | colarense                                | colarejo |
| Colos                             | colense                                  | |
| Condeixa-a-Nova                   | condeixense                              | |
| Conímbriga                        | conimbrigense                            | |
| Constância                        | constanciense                            | |
| Constantim                        | constantinense                           | |
| Corgas                            | corguense                                | |
| Coronado                          | coronadense                              | |
| Cortegaça                         | cortegacense                             | |
| Cortes                            | cortesense                               | |
| Cortes do Meio                    | cortense                                 | |
| Cortiçal                          | cortisalense                             | |
| Coruche                           | coruchense                               | |
| Corval                            | corvalense                               | |
| Corvo                             | corvense                                 | corvino |
| Costa de Caparica                 | capariquense                             | caparicano |
| Coucieiro                         | coucieirense                             | |
| Couço                             | coucense                                 | |
| Coura                             | courense                                 | |
| Couto                             | coutoense                                | |
| Couto de Cima                     | coutoense                                | |
| Cova                              | covense                                  | |
| Cova da Piedade                   | piedense                                 | |
| Covelas                           | covelense                                | |
| Covelo                            | covelense                                | |
| Covilhã                           | covilhanense                             | |
| Crato                             | cratense                                 | |
| Creixomil                         | creixomilense                            | |
| Crestuma                          | crestumense                              | |
| Cristelo                          | cristelense                              | |
| Crucifixo                         | crucifixense                             | |
| Cruz Quebrada                     | cruz-quebradense                         | |
| Cuba                              | cubense                                  | |
| Cucujães                          | cucujanense                              | |
| Cumieira                          | cumieirense                              | |
| Curia                             | curiense                                 | |
| Curvaceiras                       | curvaceirense                            | |
| Curvos                            | curvense                                 | |
| Custóias                          | custoiense                               | |
| Dafundo                           | dafundense                               | |
| Damaia                            | damaiense                                | |
| Darque                            | darquense                                | |
| Degolados                         | degoladense                              | |
| Degracias                         | degraciense                              | |
| Delães                            | delaense                                 | |
| Donim                             | doniense                                 | |
| Dornelas do Zêzere                | dornelense                               | |
| Douro                             | duriense                                 | douriense |
| Dume                              | dumiense                                 | |
| Egitânia                          | egitaniense                              | |
| Eira da Pedra                     | eirapedrense                             | |
| Eiras                             | eirense                                  | |
| Eirol                             | eirolense                                | |
| Eixo                              | eixense                                  | |
| Elvas                             | elvense                                  | |
| Encarnação                        | encarnacense                             | |
| Entradas                          | entradense                               | |
| Entre Douro e Minho               | interamnense                             | |
| Entroncamento                     | entroncamentense                         | fenómeno[carece de fontes?], entronquense                                                                                    |
| Enxara do Bispo                   | enxarense                                | |
| Erada                             | eradense                                 | |
| Ereira                            | ereirense                                | |
| Ericeira                          | ericeirense                              | jagoz |
| Ermegeira                         | ermegeirense                             | |
| Ermesinde                         | ermesindense                             | |
| Ermidas-Sado                      | ermidense                                | |
| Erra                              | errense                                  | |
| Ervedal                           | ervedalense                              | |
| Ervedosa                          | ervedosense                              | |
| Ervidel                           | ervidelense                              | |
| Escada dos Guindais               | guindalense                              | |
| Escálabis                         | escalabitano                             | |
| Escalos de Baixo                  | escalense                                | |
| Esgueira                          | esgueirense                              | |
| Esmeriz                           | esmerizense                              | |
| Esmoriz                           | esmorizense                              | |
| Esperança                         | esperancense                             | |
| Espiche                           | espichense                               | |
| Espinheiro                        | espinheirense                            | |
| Espinho                           | espinhense                               | |
| Esposende                         | esposendense                             | |
| Estarreja                         | estarrejense                             | |
| Estela                            | estelense                                | |
| Estoi                             | estoiense                                | |
| Estômbar                          | estombarense                             | |
| Estorãos                          | asturanense                              | |
| Estoril                           | estorilense                              | |
| Estreito de Câmara de Lobos       | estreitense                              | |
| Estremadura                       | estremenho                               | |
| Estremoz                          | estremocense                             | |
| Évora                             | eborense                                 | evorense |
| Evoramonte                        | evoramontense                            | |
| Facha                             | fachense                                 | |
| Fafe                              | fafense                                  | |
| Faia                              | faiense                                  | |
| Faial                             | faialense                                | |
| Failde                            | faildense                                | |
| Fajã de Baixo                     | fajanense                                | |
| Fajã de Cima                      | fajanense                                | |
| Fajã Grande                       | fajã-grandense                           | |
| Fajarda                           | fajardense                               | |
| Famalicão                         | famalicense                              | |
| Fânzeres                          | fanzerense                               | |
| Fão                               | fãozense                                 | fanzeiro, fangueiro |
| Faro                              | farense                                  | |
| Faro do Alentejo                  | fareiro                                  | |
| Fataunços                         | fatauncense                              | |
| Fatela                            | fatelense                                | |
| Fátima                            | fatimense                                | |
| Favaios                           | favaiense                                | |
| Fazendas de Almeirim              | fazendense                               | |
| Feitosa                           | feitosense                               | |
| Felgar                            | felgarense                               | |
| Felgueiras                        | felgueirense                             | |
| Felgueiras (Resende)              | felgueirense                             | filicense |
| Fermentelos                       | fermentelense                            | |
| Fermil de Basto                   | fermilense                               | |
| Ferradosa                         | ferradosense                             | |
| Ferragudo                         | ferragudense                             | |
| Ferreira do Alentejo              | ferreirense                              | |
| Ferreira do Zêzere                | ferreirense                              | |
| Ferreiros                         | ferreirense                              | |
| Feteira                           | feteirense                               | |
| Fiães                             | fianense                                 | |
| Figueira da Foz                   | figueirense                              | figueiroense |
| Figueira de Castelo Rodrigo       | figueirense                              | |
| Figueiró dos Vinhos               | figueiroense                             | figueirense |
| Fiolhoso                          | fiolhosense                              | |
| Flamengos                         | flamenguense                             | |
| Flores                            | florense                                 | florentino |
| Fogueira                          | fogueirense                              | |
| Fogueteiro                        | fogueteirense                            | |
| Foios                             | foiense                                  | |
| Folques                           | folquense                                | |
| Fontão                            | fontanense                               | |
| Fonte Longa                       | fonte longuense                          | |
| Fonte Santa                       | fonte santense                           | |
| Fontelo                           | fontelense                               | |
| Fontes                            | fontense                                 | |
| Fontoura                          | fontourense                              | |
| Forjães                           | forjanense                               | |
| Fornelo                           | fornelense                               | |
| Fornelos                          | fornelense                               | |
| Fornos                            | fornense                                 | |
| Fornos de Algodres                | algodrense                               | fornense |
| Foros do Arrão                    | forense                                  | |
| Fortios                           | fortiense                                | |
| Foz do Arelho                     | fozense                                  | |
| Foz do Sousa                      | sousense                                 | |
| Fagilde                           | fagildense                               | |
| Fratel                            | fratelense                               | |
| Frazoeira                         | frazoeirense                             | |
| Freamunde                         | freamundense                             | |
| Freineda                          | freinedense                              | |
| Freixedas                         | freixedense                              | |
| Freixieiro de Soutelo             | soutelense                               | |
| Freixo de Espada à Cinta          | freixiense                               | freixenista, freixonista, freixonita, frexenista                                                                             |
| Frielas                           | frieleiro                                | |
| Friestas                          | friestense                               | |
| Fronteira                         | fronteirense                             | |
| Funchal                           | funchalense                              | |
| Fundão                            | fundanense                               | |
| Furnas                            | furnense                                 | |
| Fuzeta                            | fuzetense                                | |
| Gaeiras                           | gaeirense                                | |
| Gafanha da Nazaré                 | gafanhonazareno                          | gafanhense |
| Gafanha da Vagueira               | gafanhovaguense                          | gafanhense |
| Gáfete                            | gafetense                                | |
| Gaio-Rosário                      | gaiense                                  | |
| Galafura                          | galafurense                              | |
| Galvã                             | galvanito                                | |
| Galveias                          | galveense                                | |
| Gândara                           | gandarês                                 | gandarense |
| Gândaras                          | gandarinho                               | panateiro |
| Gandarela                         | gandarelense                             | |
| Gandra                            | gandrense                                | |
| Ganfei                            | ganfeiense                               | |
| Garcia                            | garciense                                | |
| Garfe                             | garfense                                 | |
| Garvão                            | garvanense                               | |
| Gatões                            | gatoense                                 | |
| Gaula                             | gaulês                                   | |
| Gave                              | gavense                                  | |
| Gavião                            | gavionense                               | gaviense |
| Gebelim                           | gebelinense                              | |
| Gemunde                           | gemundense                               | |
| Gerês                             | geresiano                                | geresão, geresino, geresano                                                                                                  |
| Gesteira                          | gesteirense                              | |
| Giela                             | gielense                                 | |
| Gimonde                           | gimondense                               | |
| Góis                              | goiense                                  | goisiano, goiano, gosiano |
| Golegã                            | goleganense                              | |
| Golpilheira                       | golpilheirense                           | |
| Gonçalo                           | gonçalense                               | |
| Gonçalvinhos                      | gonçalvinhense                           | |
| Gondar                            | gondarense                               | |
| Gondarém                          | gondarenense                             | |
| Gondim                            | gondinense                               | |
| Gondomar                          | gondomarense                             | |
| Gondoriz                          | gondorizense                             | |
| Gondruzeira                       | gondruzeirense                           | |
| Gouveia                           | gouveense                                | gouveiense |
| Graciosa                          | graciosense                              | |
| Gradil                            | gradilense                               | |
| Gralheira                         | gralheirense                             | |
| Grândola                          | grandolense                              | |
| Granho                            | granhense                                | |
| Granja                            | granjense                                | |
| Granja do Ulmeiro                 | ulmeirense                               | |
| Grijó                             | grijoense                                | |
| Grilo                             | grileense                                | |
| Guadalupe                         | guadalupense                             | |
| Guadramil                         | guadramilês                              | |
| Gualtar                           | gualtarense                              | |
| Guarda                            | guardense                                | egitaniense |
| Gueifães                          | gueifanense                              | |
| Guetim                            | guetinense                               | |
| Guia                              | guiense                                  | |
| Guidões                           | guidonense                               | |
| Guifões                           | guifonense                               | |
| Guilhufe                          | guilhufense                              | |
| Guimarães                         | vimaranense                              | guimaranense, vimarense |
| Gulpilhares                       | gulpilharense                            | |
| Horta                             | hortense                                 | faialense |
| Idanha-a-Nova                     | idanhense ou alarde                      | egitanense, egitaniense, egitaneense                                                                                         |
| Idanha-a-Velha                    | egitaniense                              | egitano, egitanês |
| Ifanes                            | ifanense                                 | |
| Igeditânia                        | igeditano                                | |
| Igreja Nova do Sobral             | igrejanovense                            | |
| Igrejinha                         | igrejinhense                             | |
| Ilha                              | ilhense                                  | |
| Ilha da Culatra                   | culatrense                               | |
| Ílhavo                            | ilhavense                                | ílhavo |
| Izeda                             | izedense                                 | |
| Janeiro de Baixo                  | janeirense                               | |
| Joane                             | joanense                                 | |
| Jovim                             | jovinense                                | |
| Juncal                            | juncalense                               | |
| Junqueira                         | junqueirense                             | |
| Labruge                           | labrugense                               | |
| Labruja                           | labrujense                               | |
| Lacóbriga                         | lacobrigense                             | |
| Ladoeiro                          | ladoeirense                              | |
| Lafões                            | lafonense                                | |
| Lagares                           | lagarense                                | |
| Lagares da Beira                  | lagarense                                | |
| Lage                              | lagense                                  | |
| Lages                             | lagense                                  | |
| Lago                              | lagoense                                 | |
| Lagoa                             | lagoense                                 | |
| Lagos                             | lacobrigense                             | |
| Lajeosa                           | lajeosense                               | |
| Lajeosa do Mondego                | lajeosense                               | |
| Lajes                             | lajense                                  | |
| Lajes das Flores                  | lajense                                  | |
| Lalim                             | lalinense                                | |
| Lama                              | lamense                                  | |
| Lamarosa                          | lamarosense                              | |
| Lamego                            | lamecense                                | lameguense |
| Lameiras                          | lameirense                               | |
| Lamosa                            | lamosense                                | |
| Landal                            | landalense                               | |
| Landeira                          | landeirense                              | |
| Landim                            | landinense                               | |
| Lanhelas                          | lanhelense                               | |
| Lanhoso                           | lanhosense                               | |
| Lapa                              | lapense                                  | |
| Lardosa                           | lardosense                               | |
| Larinho                           | larinhato                                | |
| Lavacolhos                        | lavacolhense                             | |
| Lavra                             | lavrense                                 | |
| Lavradio                          | lavradiense                              | |
| Leça da Palmeira                  | leceiro                                  | |
| Leça do Balio                     | baliense                                 | |
| Leiria                            | leiriense                                | coliponense |
| Leixões                           | leixonense                               | |
| Lijó                              | lijoense                                 | |
| Leomil                            | leomilense                               | |
| Lever                             | leverense                                | |
| Ligares                           | ligarês                                  | |
| Linhares                          | linharense                               | |
| Lisboa                            | lisboeta                                 | lisbonense, lisboano, olisiponense, ulissiponense, olissiponense, ulissibonense, ulixibonense, alfacinha, lisboês, lisbonino |
| Lixa                              | lixense                                  | |
| Lobão                             | lobanense                                | lobonense |
| Lobão da Beira                    | lobanense                                | |
| Lobelhe do Mato                   | lobelhense                               | |
| Lomar                             | lomarense                                | |
| Lomba                             | lombense                                 | |
| Longomel                          | longomelense                             | |
| Longroiva                         | longroivense                             | |
| Lordelo                           | lordelense                               | |
| Lordosa                           | lordosense                               | |
| Loriga                            | loriguense                               | |
| Lorvão                            | lorvanense                               | laurbanense |
| Loulé                             | louletano                                | |
| Loureira                          | loureirense                              | |
| Loureiro                          | loureirense                              | |
| Loures                            | lourense                                 | |
| Louriçal                          | louriçalense                             | louriçanense |
| Louriceira                        | louriceirense                            | |
| Lourinhã                          | lourinhanense                            | |
| Lourosa                           | lourosense                               | |
| Lousa                             | lousense                                 | |
| Lousã                             | lousanense                               | |
| Lousada                           | lousadense                               | |
| Lusitânia                         | lusitano                                 | luso |
| Luso                              | lusense                                  | |
| Lustosa                           | lustosense                               | |
| Luz                               | luzense                                  | |
| Luzio                             | luziense                                 | |
| Mação                             | maçaense                                 | |
| Macedo de Cavaleiros              | macedense                                | |
| Maceira                           | maceirense                               | |
| Machede                           | machedense                               | |
| Machico                           | machiquense                              | |
| Macieira de Alcoba                | macieirense                              | |
| Macinhata do Vouga                | macinhatense                             | |
| Maçoida                           | maçoidense                               | |
| Madail                            | madailense                               | |
| Madalena                          | madalense                                | madalenense |
| Madeira                           | madeirense                               | |
| Madeirã                           | madeiranense                             | |
| Mafra                             | mafrense, saloio, mafarrico (pejorativo) | |
| Maia                              | maiato                                   | maiano |
| Maiorca                           | maiorquense                              | |
| Maiorga                           | maiorguense                              | |
| Malaqueijo                        | malaqueijense                            | |
| Malcata                           | malcatense                               | |
| Malhada Sorda                     | malhadense                               | |
| Malhou                            | malhouense                               | |
| Malpica do Tejo                   | malpiqueiro                              | |
| Malpique                          | malpiquense                              | |
| Malveira                          | malveirense                              | |
| Mancelos                          | mancelense                               | |
| Mangualde                         | mangualdense                             | |
| Manigoto                          | manigotense                              | |
| Mansores                          | mansorense                               | |
| Manteigas                         | manteiguense                             | |
| Maranhão                          | maranhense                               | |
| Marão                             | maronês                                  | |
| Marco de Canaveses                | marcoense                                | marcuense, marquense |
| Marinha Grande                    | marinhense                               | |
| Marmeleira                        | marmeleirense                            | |
| Marmeleiro                        | marmeleirense                            | |
| Marmelete                         | marmeletense                             | |
| Marrazes                          | marrazense                               | |
| Marteleira                        | marteleirense                            | |
| Martim                            | martinense                               | |
| Martim Longo                      | martinlonguense                          | |
| Martingança                       | martingancense                           | |
| Marvão                            | marvanense                               | |
| Marvila                           | marvilense                               | |
| Massamá                           | massamense                               | |
| Mata de Lobos                     | matense                                  | |
| Mata Mourisca                     | matamourisquense                         | mourisquense |
| Matela                            | matelense                                | |
| Matosinhos                        | matosinhense                             | matosinheiro |
| Maureles                          | maurelense                               | |
| Maxial                            | maxialense                               | |
| Maximinos                         | maximinense                              | |
| Mazedo                            | mazedense                                | |
| Meadela                           | meadelense                               | |
| Mealhada                          | mealhadense                              | |
| Mêda                              | medense                                  | |
| Medelim                           | medelinense                              | |
| Medrões                           | medroense                                | |
| Meia Via                          | meiaviense                               | |
| Melgaço                           | melgacense                               | |
| Melides                           | melidense                                | |
| Melres                            | melrense                                 | |
| Memória                           | memoriense                               | |
| Merelim                           | merelinense                              | |
| Mértola                           | mertolense                               | mertolengo, mertolino |
| Merufe                            | merufense                                | |
| Meruge                            | merugense                                | |
| Mesão Frio                        | mesão-friense                            | |
| Messejana                         | messejanense                             | |
| Mexilhoeira Grande                | mexilhoeirense                           | |
| Milagres                          | milagrense                               | |
| Milharado                         | milharadense                             | |
| Milheirós                         | milheiroense                             | milheiroeiro |
| Milheirós de Poiares              | milheiroense                             | |
| Minde                             | mindense                                 | minderico |
| Mindelo                           | mindelense                               | |
| Minho                             | minhoto                                  | |
| Mira                              | mirense                                  | |
| Miranda do Corvo                  | mirandense                               | corvense |
| Miranda do Douro                  | mirandês                                 | |
| Mirandela                         | mirandelense                             | |
| Miuzela                           | miuzelense                               | |
| Moçarria                          | moçarriense                              | |
| Modelos                           | modelense                                | |
| Modivas                           | modivense                                | |
| Mogadouro                         | mogadourense                             | |
| Mogofores                         | mogoforense                              | |
| Moimenta                          | moimentense                              | |
| Moita                             | moitense                                 | |
| Moldes                            | moldense                                 | |
| Moledo                            | moledense                                | |
| Mombeja                           | mombejense                               | |
| Monção                            | monçanense                               | raiano |
| Moncarapacho                      | moncarapachense                          | |
| Monchique                         | monchiquense                             | monchiqueiro |
| Mondim de Basto                   | mondinense                               | |
| Monforte                          | montense                                 | monfortino, montefortense, montino, monfortense                                                                              |
| Monsanto                          | monsantense                              | monsantino |
| Monsaraz                          | montesarense                             | |
| Montalegre                        | montalegrense                            | |
| Montalvo                          | montalvense                              | |
| Montalvão                         | montalvanense                            | |
| Montargil                         | montargilense                            | |
| Montaria                          | montariense                              | |
| Monte do Trigo                    | montigrense                              | |
| Monte Real                        | monte-realense                           | |
| Montelavar                        | montelavarense                           | |
| Montemor-o-Novo                   | montemorense                             | montemor-novense |
| Montemor-o-Velho                  | montemorense                             | montemaiorense |
| Montenegro                        | montenegrense                            | |
| Monte Gordo                       | monte gordino                            | |
| Monte                             | montense                                 | |
| Montijo                           | montijense                               | aldeano, aldegalense |
| Montoito                          | montoitense                              | |
| Mora                              | morense                                  | |
| Moreira de Cónegos                | moreirense                               | |
| Mortágua                          | mortaguense                              | |
| Moscavide                         | moscavidense                             | |
| Mosteiro                          | mosteirense                              | |
| Mosteiros                         | mosteirense                              | |
| Moura                             | mourense                                 | |
| Mourão                            | mouranense                               | |
| Mouriscas                         | mourisquense                             | |
| Mouronho                          | mouronhense                              | |
| Mozelos                           | mozelense                                | |
| Mucifal                           | mucifalense                              | |
| Murça                             | murcense                                 | |
| Murtal                            | murtalense                               | |
| Murteira                          | murteirense                              | |
| Murtosa                           | murtoense                                | murtosense, murtoseiro |
| Muxagata                          | muxagatense                              | |
| Murça                             | murcense                                 | |
| Nabância                          | nabantino                                | |
| Nabão                             | nabantino                                | |
| Nadadouro                         | nadadoreiro                              | |
| Nandufe                           | nandufense                               | |
| Nave Redonda                      | nave-redondense                          | |
| Nazaré                            | nazarense                                | nazareno |
| Nelas                             | nelense                                  | |
| Nespereira                        | nespereirense                            | |
| Nine                              | ninense                                  | |
| Nisa                              | nisense                                  | |
| Nogueira                          | nogueirense                              | |
| Nordeste                          | nordestense                              | nordestino |
| Norte Grande                      | nortense                                 | |
| Nossa Senhora do Refúgio          | refugiense                               | |
| Novelas                           | novelense                                | |
| Nogueira da Regedoura             | nogueirense                              | rachão |
| Óbidos                            | obidense                                 | olidense |
| Odeceixe                          | odeceixense                              | |
| Odemira                           | odemirense                               | |
| Odiáxere                          | odiaxerense                              | |
| Odivelas                          | odivelense                               | |
| Oeiras                            | oeirense                                 | |
| Oledo                             | oledense                                 | |
| Oleiros                           | oleirense                                | |
| Olhalvo                           | olhalvense                               | |
| Olhão                             | olhanense                                | |
| Olho Marinho                      | olhomarinhense                           | |
| Olho Polido                       | polidense[carece de fontes?]             | |
| Olivais                           | olivalense                               | |
| Oliveira de Azeméis               | oliveirense                              | olivense |
| Oliveira de Frades                | oliveirense                              | |
| Oliveira do Bairro                | oliveirense                              | bairradino |
| Oliveira do Hospital              | oliveirense                              | |
| Oliveirinha                       | oliveirense                              | |
| Olivença                          | oliventino                               | |
| Oriola                            | oriolense                                | |
| Ortigosa                          | ortigosense                              | |
| Orvalho                           | orvalhense                               | |
| Ossela                            | osselense                                | |
| Ota                               | otense                                   | |
| Ouca                              | ouquense                                 | |
| Ouguela                           | ouguelense                               | |
| Ourém                             | oureense                                 | ouriense, oureano, ourenense                                                                                                 |
| Ourique                           | ouriquense                               | |
| Ourondo                           | ourondense                               | |
| Outeiro da Cabeça                 | outeirense                               | |
| Ovar                              | ovarense                                 | vareiro, varino, ovarino |
| Ovil                              | ovilense                                 | |
| Paço de Arcos                     | paço-arquense                            | |
| Paços de Brandão                  | brandoense                               | |
| Paços de Ferreira                 | pacense                                  | |
| Paços de Vilharigues              | pacense                                  | |
| Paderne                           | padernense                               | |
| Padornelo                         | padornelense                             | |
| Padornelos                        | padornelense                             | |
| Padrão da Légua                   | padroense                                | |
| Padreiro                          | padreirense                              | |
| Padronelo                         | padronelense                             | |
| Paialvo                           | paialvense                               | |
| Paião                             | paionense                                | |
| Palhaça                           | palhacense                               | |
| Palma                             | palmense                                 | |
| Palma de Baixo                    | palmense                                 | |
| Palme                             | palmense                                 | |
| Palmeira                          | palmeirense                              | |
| Palmela                           | palmelense                               | |
| Pampilhosa da Serra               | pampilhosense                            | |
| Panoias                           | panoiense                                | |
| Papízios                          | papiziense                               | |
| Parada de Gonta                   | paradense                                | |
| Paramos                           | paramense                                | |
| Paranhos                          | paranhense                               | |
| Parceiros                         | parceirense                              | |
| Parchal                           | parchalense                              | |
| Pardelhas                         | pardelhense                              | |
| Pardilhó                          | pardilhoeiro                             | pardilhoense |
| Parede                            | paredense                                | |
| Paredes                           | paredense                                | |
| Paredes de Coura                  | courense                                 | |
| Parragil                          | parragilense                             | |
| Passos de Silgueiros              | passilgueirense                          | |
| Pataias                           | pataiense                                | |
| Paul                              | paulense                                 | |
| Paul do Mar                       | pauleiro                                 | |
| Pavia                             | paviense                                 | |
| Pederneira                        | pederneirense                            | |
| Pedorido                          | pedoridense                              | |
| Pedrógão Grande                   | pedroguense                              | |
| Pedrouços                         | pedroucense                              | |
| Pedrulha                          | pedrulhense                              | |
| Penacova                          | penacovense                              | |
| Penafiel                          | penafidelense                            | penafielense, albardeiro |
| Penalva do Castelo                | penalvense                               | |
| Penamacor                         | penamacorense                            | |
| Penaverde                         | penaverdense                             | |
| Pendilhe                          | pendilhense                              | |
| Penamaior                         | penamaiorense                            | |
| Penedo                            | penedense                                | |
| Penedono                          | penedonense                              | |
| Penela                            | penelense                                | |
| Peniche                           | penicheiro                               | penichense |
| Penude                            | penudense                                | |
| Pêra                              | perense                                  | |
| Perafita                          | perafitense                              | |
| Pereiro                           | pereirense                               | |
| Pernes                            | pernense                                 | |
| Pêro Viseu                        | perovisense                              | |
| Perosinho                         | perosinhense                             | |
| Perre                             | perrense                                 | |
| Peso                              | pesense                                  | |
| Peso da Régua                     | reguense                                 | |
| Pessegueiro do Vouga              | pessegueirense                           | |
| Pias                              | piense                                   | |
| Pico                              | picoense                                 | picuense, picaroto, piquense                                                                                                 |
| Pigeiros                          | pigeirense                               | |
| Pindelo                           | pindelense                               | |
| Pinela                            | pinelense                                | |
| Pinhal                            | pinhalense                               | |
| Pinhal Novo                       | pinhalnovense                            | pinhal-novense |
| Pinhão                            | pinhoense                                | |
| Pinheiro da Bemposta              | pinheirense                              | |
| Pinhel                            | pinhelense                               | |
| Pisões                            | pisoense                                 | |
| Pó                                | poense                                   | |
| Pocariça                          | pocaricense                              | |
| Poiares                           | poiarense                                | poiarês |
| Polima                            | polimense                                | |
| Polvoreira                        | polvoreirense                            | |
| Pomares                           | pomarense                                | |
| Pombal                            | pombalense                               | |
| Ponta Delgada                     | ponta-delgadense                         | pontadelgadense |
| Ponta do Sol                      | ponta-solense                            | |
| Ponte da Barca                    | barquense                                | |
| Ponte de Lima                     | limiano                                  | limarense, ponte-limense, limiense                                                                                           |
| Ponte de Sor                      | ponte-sorense                            | sorense, pontessorense |
| Ponte do Abade                    | abadense                                 | |
| Ponte do Rol                      | ponterrolense                            | |
| Pontes                            | pontense                                 | |
| Pontével                          | pontevelense                             | |
| Pontinha                          | pontinhense                              | |
| Portalegre                        | portalegrense                            | |
| Portel                            | portelense                               | |
| Portela                           | portelense                               | |
| Portimão                          | portimonense                             | |
| Porto                             | portuense                                | portense, tripeiro |
| Porto Covo                        | porto-covense                            | portocovense |
| Porto de Mós                      | portomosense                             | porto-mosense |
| Porto de Muge                     | porto-mugense                            | |
| Porto Moniz                       | porto-monizense                          | |
| Porto Salvo                       | porto-salvense                           | |
| Porto Santo                       | porto-santense                           | |
| Portucale                         | portucalense                             | |
| Portuzelo                         | portuzelense                             | |
| Posto Santo                       | posto-santense                           | |
| Pousada de Saramagos              | pousadense                               | |
| Pousade                           | pousadense                               | |
| Pousos                            | pousense                                 | |
| Póvoa de Lanhoso                  | lanhosense                               | povoense |
| Póvoa de Santa Iria               | povoense                                 | |
| Póvoa de Varzim                   | poveiro                                  | varzinense, povoense, varzinista, varzino                                                                                    |
| Povoação                          | povoacense                               | |
| Pracana da Ribeira                | pracanense                               | |
| Prado                             | pradense                                 | |
| Pragal                            | pragalense                               | |
| Praia                             | praiense                                 | |
| Praia da Vitória                  | praiense                                 | |
| Prainha                           | prainhense                               | |
| Prior Velho                       | priorense                                | |
| Proença-a-Nova                    | proencense                               | |
| Proença-a-Velha                   | proencense                               | proençano, proençal |
| Prozelo                           | prozelense                               | |
| Pousadela                         | pousadelense                             | |
| Quarteira                         | quarteirense                             | |
| Queimadela                        | queimadelense                            | |
| Queiriga                          | queiriguense                             | |
| Queiriz                           | queirizense                              | |
| Quiaios                           | quiaiense                                | |
| Quinta do Anjo                    | quintajense                              | |
| Quinta do Conde                   | quinta-condense                          | quintacondense |
| Quintela                          | quintelense                              | |
| Rabaçal                           | rabaçalense                              | |
| Raia                              | raiano                                   | |
| Raimonda                          | raimondense                              | |
| Ramalde                           | ramaldense                               | |
| Ramalhal                          | ramalhense                               | |
| Ranhados                          | ranhadense                               | |
| Raposa                            | raposense                                | |
| Rates                             | ratense                                  | |
| Ratoeira                          | ratoeirense                              | |
| Real                              | realense                                 | |
| Reboleira                         | reboleirense                             | |
| Rebordelo                         | rebordelense                             | |
| Rebordões                         | rebordoense                              | |
| Rebordosa                         | rebordosense                             | |
| Recarei                           | recaredense                              | |
| Redinha                           | redinhense                               | |
| Redondo                           | redondense                               | redondeiro |
| Refoios do Lima                   | refoiense                                | |
| Refúgio                           | refugiense                               | |
| Reguengo da Parada                | paradense                                | |
| Reguengos de Monsaraz             | reguenguense                             | monsarense |
| Reigada                           | reigadense                               | |
| Relva                             | relvense                                 | |
| Remelhe                           | remelhense                               | |
| Repeses                           | repesense                                | |
| Requeixo                          | requeixense                              | |
| Requião                           | requianense                              | |
| Reriz                             | rerizense                                | |
| Resende                           | resendense                               | |
| Retaxo                            | retaxense                                | |
| Reveles                           | revelense                                | |
| Riachos                           | riachense                                | |
| Riba de Âncora                    | ancorense                                | |
| Ribas de Cima                     | ribadense                                | |
| Ribatejo                          | ribatejano                               | ribatejense |
| Ribeira Brava                     | ribeira-bravense                         | |
| Ribeira de Frades                 | ribeirense                               | |
| Ribeira de Fráguas                | ribeiradiense[carece de fontes?]         | |
| Ribeira de Pena                   | ribeirapenense                           | ribeira-penense |
| Ribeira Grande                    | ribeiragrandense                         | ribeira-grandense |
| Ribeiradio                        | ribeiradiense                            | |
| Ribeirinha                        | ribeirinhense                            | |
| Rio de Moinhos                    | riomoinhense                             | riodemoinhense |
| Rio Maior                         | rio-maiorense                            | riomaiorense |
| Rio Mau                           | rio-mauense                              | |
| Rio Meão                          | meanense                                 | |
| Rio Tinto                         | riotintense                              | |
| Rio Torto                         | riotortense                              | |
| Rio Vide                          | riovidense                               | |
| Riodades                          | riodadense                               | |
| Rogil                             | rogilense                                | |
| Romariz                           | romarizense                              | |
| Romeira                           | romeirense                               | |
| Ronfe                             | ronfense                                 | |
| Rosais                            | rosalense                                | |
| Rosário                           | rosairense                               | |
| Rosmaninhal                       | rosmaninhense                            | |
| Rossas                            | rossense                                 | |
| Rossio ao Sul do Tejo             | rossiense                                | |
| Rua dos Fanqueiros                | fanqueirense                             | |
| Ruivães                           | ruivanense                               | |
| Saboia                            | saboiano                                 | |
| Sabrosa                           | sabrosense                               | |
| Sabugal                           | sabugalense                              | |
| Sabugo                            | sabugense                                | sabuguense |
| Sabugosa                          | sabugosense                              | |
| Sacavém                           | sacavenense                              | sacaveno |
| Sado                              | sadino                                   | |
| Safara                            | safarense                                | |
| Salácia                           | salaciense                               | |
| Salamonde                         | salamondense                             | |
| Salgueiro do Campo                | salgueirense                             | |
| Salselas                          | salsense                                 | |
| Salvada                           | salvadense                               | |
| Salvador do Monte                 | salvadorense                             | |
| Salvaterra de Magos               | salvaterrense                            | salvatorriano, salvaterriano                                                                                                 |
| Samora Correia                    | samorense                                | |
| Samouco                           | samouquense                              | |
| Sancheira Grande                  | sancheirense                             | |
| Sande                             | sandenense                               | |
| Sandim                            | sandinense                               | |
| Sandoeira                         | sandoeirense                             | |
| Sangalhos                         | sangalhense                              | |
| Sanguedo                          | sanguedense                              | |
| Sanfins do Douro                  | sanfinense                               | |
| Sanhoane                          | sanhoanense                              | |
| Santa Bárbara                     | barbarense                               | |
| Santa Bárbara de Nexe             | nexense                                  | |
| Santa Catarina                    | catarinense                              | |
| Santa Clara                       | santaclarense                            | |
| Santa Clara de Louredo            | louredense                               | |
| Santa Clara-a-Velha               | santaclarense                            | |
| Santa Comba Dão                   | santacombense                            | santacombadense, santa-combense, santa-columbeense                                                                           |
| Santa Cruz                        | santacruzense                            | santa-cruzense |
| Santa Cruz da Trapa               | santacruzense                            | |
| Santa Eulália                     | eulalense                                | |
| Santa Iria da Ribeira de Santarém | ribeirense                               | |
| Santa Iria de Azoia               | santa iriense                            | |
| Santa Lucrécia de Algeriz         | lucreciense                              | |
| Santa Luzia                       | santaluziense                            | |
| Santa Maria (Açores)              | mariense                                 | |
| Santa Maria da Feira              | feirense                                 | |
| Santa Maria de Belém              | belenense                                | |
| Santa Maria dos Olivais           | olivalense                               | |
| Santa Marinha do Zêzere           | zezerense                                | |
| Santa Marta de Penaguião          | penaguiense                              | penaguiota |
| Santa Marta de Portuzelo          | santamartense                            | |
| Santana                           | santanense                               | |
| Santana da Serra                  | santanense                               | |
| Santar                            | santarense                               | |
| Santarém                          | escalabitano                             | santarense, santareno |
| Santiago do Bougado               | bougadense                               | |
| Santiago do Cacém                 | santiaguense                             | santiguense |
| Santiago do Escoural              | escouralense                             | |
| Santo Aleixo                      | santo-aleixense                          | |
| Santo Amaro                       | amarense                                 | santo amarense |
| Santo André                       | andreense                                | |
| Santo António                     | antoniano                                | |
| Santo António da Charneca         | santoantoniense                          | |
| Santo António das Areias          | arenense                                 | |
| Santo Espírito                    | espirituense                             | |
| Santo Estêvão                     | estevense                                | |
| Santo Tirso                       | tirsense                                 | são-tirsense |
| Santos Evos                       | evense                                   | |
| Santulhão                         | santulhanense                            | |
| São Bartolomeu de Messines        | messinense                               | |
| São Bento                         | são-bentense                             | |
| São Bento do Cortiço              | corticense                               | |
| São Brás                          | são-brasense                             | |
| São Brás de Alportel              | alportelense                             | alportense, sambrazense, sambrasense, são-brasense                                                                           |
| São Caetano                       | caetanense                               | |
| São Cristóvão                     | são cristovense                          | |
| São Gião                          | sangianense                              | |
| São João da Madeira               | sanjoanense                              | |
| São João da Pesqueira             | pesqueirense                             | |
| São João da Talha                 | são-joanense                             | sanjoanense |
| São João das Caldas de Vizela     | vizelense                                | |
| São João de Tarouca               | tarouquense                              | |
| São João do Souto                 | soutense                                 | |
| São Jorge                         | jorgense                                 | são-jorgense |
| São Luís                          | são-luisense                             | |
| São Mamede de Infesta             | mamedense                                | |
| São Marcos                        | são-marquense                            | |
| São Marcos da Serra               | serrano                                  | |
| São Martinho de Angueira          | martinhense                              | são-martinhense |
| São Martinho do Bougado           | bougadense                               | |
| São Martinho do Campo             | campense                                 | |
| São Miguel                        | micaelense                               | corisco |
| São Miguel de Alcainça            | alcaincense                              | |
| São Miguel de Machede             | micaelense                               | |
| São Miguel de Odrinhas            | odrinhense                               | |
| São Miguel de Poiares             | poiarense                                | |
| São Paio                          | sampaiense                               | |
| São Paio de Gramaços              | sampaiense                               | sampaense |
| São Paio de Oleiros               | oleirense                                | |
| São Pedro                         | são-pedrense                             | |
| São Pedro Cova Gala               | covense                                  | |
| São Pedro da Cova                 | pedroense                                | |
| São Pedro da Gafanhoeira          | são-pedrense                             | |
| São Pedro da Torre                | torreense                                | |
| São Pedro de Loureiro             | luriense                                 | |
| São Pedro do Esteval              | estevalense                              | |
| São Pedro do Sul                  | são-pedrense                             | sampedrense |
| São Romão do Coronado             | são-romanense                            | romanense |
| São Roque                         | são-roquense                             | |
| São Sebastião da Feira            | feirense                                 | |
| São Sebastião da Giesteira        | giesteirense                             | |
| São Simão de Litém                | simonense                                | |
| São Teotónio                      | teotoniense                              | |
| São Tiago da Carreira             | santiaguense                             | |
| São Tomé do Castelo               | são-tomense                              | |
| São Torcato                       | torcatense                               | sãotorcatense |
| São Vicente                       | são-vicentense                           | são-vicentino |
| São Vicente da Beira              | vicentino                                | |
| São Vicente de Aljubarrota        | aljubarrotense                           | |
| Sardoal                           | sardoalense                              | sardoense |
| Sarilhos Grandes                  | sarilhense                               | |
| Sarnadas de Ródão                 | sarnadense                               | |
| Sarzedas                          | sarzedense                               | |
| Sarzedo                           | sarzedense                               | |
| Sassoeiros                        | sassoeirense                             | |
| Sátão                             | satense                                  | |
| Sebal                             | sebalense                                | |
| Seia                              | senense                                  | |
| Seixal                            | seixalense                               | seixaleiro |
| Seixezelo                         | seixezelense                             | |
| Sendim                            | sendinense                               | sendinês |
| Senhora da Hora                   | senhorense                               | |
| Sequeira                          | sequeirense                              | |
| Sermonde                          | sermondense                              | |
| Sernadelo                         | sernadelense                             | |
| Sernancelhe                       | sernancelhense                           | |
| Seroa                             | seroense                                 | |
| Serpa                             | serpense                                 | |
| Serpins                           | serpinense                               | |
| Serreta                           | serretense                               | |
| Sertã                             | sertanense                               | sertaginense, sertagenense                                                                                                   |
| Sesimbra                          | sesimbrense                              | sesimbrão |
| Setúbal                           | setubalense                              | sadino, tubalense |
| Sever do Vouga                    | severense                                | |
| Sezures                           | sezurense                                | |
| Silvares                          | silvarense                               | |
| Silveira                          | silveirense                              | |
| Silveiras                         | silveirense                              | |
| Silves                            | silvense                                 | |
| Sinde                             | sindense                                 | |
| Sines                             | sineense                                 | siniense |
| Sintra                            | sintrense                                | |
| Soalhães                          | soalhanense                              | |
| Sobral                            | sobralense                               | |
| Sobral de Monte Agraço            | sobralense                               | |
| Sobreira                          | sobreirense                              | |
| Sobrosa                           | sobrosense                               | |
| Soure                             | sourense                                 | |
| Sousel                            | souselense                               | |
| Sousela                           | souselense                               | |
| Souselas                          | souselense                               | |
| Souselo                           | souselense                               | |
| Soutelinho da Raia                | soutelinhense                            | |
| Soutelo                           | soutelense                               | |
| Soutelo do Douro                  | soutelense                               | |
| Sosa                              | sosense                                  | |
| Soza                              | sozense                                  | |
| Taboeira                          | taboeirense                              | |
| Tabua                             | tabueiro                                 | tabuense |
| Tábua                             | tabuense                                 | |
| Tabuaço                           | tabuacense                               | |
| Tabuadelo                         | tabuadelense                             | |
| Tadim                             | tadinense                                | |
| Talhadas                          | talhadense                               | |
| Tangil                            | tangilense                               | |
| Taíde                             | taidense                                 | |
| Tarouca                           | tarouquense                              | |
| Tavarede                          | tavaredense                              | |
| Taveiro                           | taveirense                               | |
| Tavira                            | tavirense                                | |
| Távora                            | tavorense                                | |
| Teixeira                          | teixeirense                              | |
| Teixoso                           | teixosense                               | |
| Telhado                           | telhadense                               | |
| Telhal                            | telhalense                               | |
| Terceira                          | terceirense                              | |
| Terena                            | terenense                                | |
| Terras de Bouro                   | bourense                                 | terrabourense |
| Terroso                           | terrosense                               | |
| Terrugem                          | terrugense                               | |
| Tinalhas                          | tinalhense                               | |
| Tires                             | tirense                                  | tirano |
| Tocha                             | tochense                                 | |
| Tolosa                            | tolosense                                | |
| Tomar                             | nabantino                                | tomarense |
| Tondela                           | tondelense                               | |
| Topo                              | topense                                  | |
| Tor                               | torense                                  | |
| Torrão                            | torrense                                 | torranense |
| Torre de Moncorvo                 | moncorvense                              | |
| Torredeita                        | torredeitense                            | |
| Torreira                          | torreirense                              | torreco |
| Torres Novas                      | torrejano                                | torrejão, torriense |
| Torres Vedras                     | torrense                                 | torreense, torriense, torriano, torresão                                                                                     |
| Torroselo, Torrozelo              | torroselense                             | torrozelense |
| Tortosendo                        | tortosendense                            | |
| Touguinhó                         | touguinhoense                            | |
| Tourém                            | tourense                                 | |
| Tourigo                           | touriguense                              | |
| Touro                             | tourense                                 | |
| Trafaria                          | trafariense                              | trafarense |
| Tramaga                           | tramaguense                              | |
| Tramagal                          | tramagalense                             | |
| Trancoso                          | trancosense                              | |
| Trandeiras                        | trandeirense                             | |
| Trás-os-Montes                    | trasmontano                              | transmontano |
| Travancinha                       | travancinhense                           | |
| Travassos                         | travassense                              | |
| Treixedo                          | treixedense                              | |
| Trofa                             | trofense                                 | |
| Troviscal                         | troviscalense                            | |
| Tunes                             | tunense                                  | |
| Turcifal                          | turcifalense                             | |
| Turiz                             | turizense                                | |
| Turquel                           | turquelense                              | |
| Ucha                              | uchense                                  | |
| Ul                                | ulense                                   | |
| Ulme                              | ulmense                                  | pinéu |
| Unhos                             | unhense                                  | |
| Urgezes                           | colgesense                               | |
| Urqueira                          | urqueirense                              | |
| Urzelina                          | urzelinense                              | |
| Usseira                           | usseirense                               | |
| Vagos                             | vaguense                                 | |
| Vaiamonte                         | vaiamontense                             | |
| Vairão                            | vaironense                               | |
| Valada                            | valadense                                | |
| Valadares                         | valadarense                              | |
| Valado dos Frades                 | valadense                                | |
| Valbom                            | valboense                                | |
| Valdujo                           | valdujense                               | |
| Vale Covo                         | valcovense                               | |
| Vale da Mula                      | mulense                                  | valemulense |
| Vale da Pedra                     | valepedrense                             | vale-pedrense |
| Vale de Cambra                    | valecambrense                            | cambrense, vale-cambrense |
| Vale de Cavalos                   | valcavalense                             | |
| Vale de Figueira                  | vale-figueirense                         | |
| Vale de Milhaços                  | milhacense                               | |
| Vale de Vargo                     | valvarguense                             | valvargueiro |
| Vale do Arco                      | valdoarquense                            | |
| Vale de Pereiras                  | vale-pereirense                          | |
| Vale do Sousa                     | vale-sousense                            | |
| Vale Grande                       | valgrandense                             | |
| Válega                            | valeguense                               | |
| Valença                           | valenciano                               | |
| Valezim                           | valezinense                              | |
| Valmaior                          | valmaiorense                             | |
| Valongo                           | valonguense                              | |
| Valpaços                          | valpacense                               | |
| Valpedre                          | valpedrense                              | |
| Valverde                          | valverdense                              | |
| Vaqueiros                         | vaqueirense                              | |
| Varejão                           | varejense                                | |
| Várzea dos Cavaleiros             | varzeense                                | |
| Vassal                            | vassalense                               | |
| Vau                               | vauense                                  | |
| Veiros                            | veirense                                 | |
| Velas                             | velense                                  | |
| Venade                            | venadense                                | |
| Vendas Novas                      | vendasnovense                            | vendeano |
| Vendinha                          | vendinense                               | |
| Vera Cruz                         | veracruzense                             | vera cruzense |
| Verdelhos                         | verdelhense                              | |
| Verdoejo                          | verdoejense                              | |
| Vermoil                           | vermoilense                              | |
| Verride                           | verridense                               | |
| Vestiaria                         | vestiariense                             | |
| Viana do Alentejo                 | vianense                                 | |
| Viana do Castelo                  | vianense                                 | vianês |
| Viatodos                          | viatodense                               | |
| Vidago                            | vidaguense                               | |
| Vidigal de Baixo                  | vidigalense                              | |
| Vidigueira                        | vidigueirense                            | |
| Vieira de Leiria                  | vieirense                                | |
| Vieira do Minho                   | vieirense                                | |
| Vila Alva                         | vilalvense                               | |
| Vila Boa                          | vilaboense                               | |
| Vila Boim                         | vilaboinense                             | |
| Vila Caiz                         | vilacaense                               | |
| Vila Chã de Ourique               | ouriquense                               | |
| Vila Cova                         | vilacovense                              | |
| Vila da Ponte                     | vila-pontense                            | |
| Vila de Frades                    | vilafradense                             | |
| Vila de Punhe                     | vila-punhense                            | vilapunhense |
| Vila de São Sebastião             | sebastianense                            | |
| Vila do Carvalho                  | carvalhense                              | |
| Vila do Conde                     | vila-condense                            | vilacondense |
| Vila Flor                         | vilaflorense                             | vila-florense, vila florense                                                                                                 |
| Vila Franca da Beira              | vilafranquense                           | |
| Vila Franca de Xira               | vila-franquense                          | |
| Vila Franca do Campo              | vila-franquense                          | |
| Vila Maior                        | vilamaiorense                            | |
| Vila Moreira                      | moreirense                               | |
| Vila Mou                          | vilamouense                              | |
| Vila Nogueira de Azeitão          | azeitonense                              | |
| Vila Nova                         | vilanovense                              | |
| Vila Nova da Barquinha            | barquinhense                             | |
| Vila Nova da Telha                | vilanovense                              | |
| Vila Nova de Cacela               | cacelense                                | |
| Vila Nova de Cerveira             | cerveirense                              | |
| Vila Nova de Famalicão            | famalicense                              | |
| Vila Nova de Foz Côa              | foz-coense                               | fozcoense |
| Vila Nova de Gaia                 | gaiense                                  | vila-novense |
| Vila Nova de Milfontes            | milfontense                              | |
| Vila Nova de Paiva                | paivense                                 | |
| Vila Nova de Poiares              | poiarense                                | |
| Vila Nova do Campo                | campense                                 | |
| Vila Pouca de Aguiar              | aguiarense                               | |
| Vila Praia de Âncora              | ancorense                                | |
| Vila Praia da Vitória             | praiense                                 | |
| Vila Real                         | vila-realense                            | vilarrealense, vilarealense                                                                                                  |
| Vila Real de Santo António        | vila-realense                            | |
| Vilarelho da Raia                 | vilarraiense                             | |
| Vila Velha de Ródão               | rodense                                  | |
| Vila Verde                        | vilaverdense                             | vila-verdense |
| Vila Verde de Ficalho             | ficalhense                               | |
| Vila Viçosa                       | calipolense                              | calipolitano, vila-viçosense, vilaçosano, vilaçosense                                                                        |
| Vila de Rei                       | vilarregense                             | |
| Vila Meã                          | vilameanense                             | |
| Vilar                             | vilarense                                | |
| Vilar Chão                        | vilarchão[carece de fontes?]             | |
| Vilar de Mouros                   | vilarmourense                            | vilamourense |
| Vilar Formoso                     | vilar-formosense                         | |
| Vilar Maior                       | vilarmaiorense                           | |
| Vilarinho                         | vilarinhense                             | |
| Vildemoinhos                      | vildemoinhense                           | trambelo |
| Vilela                            | vilelense                                | |
| Vimieiro                          | vimieirense                              | |
| Vimioso                           | vimiosense                               | |
| Vinha das Pedras                  | vinhense                                 | |
| Vinhais                           | vinhaense                                | |
| Vinhal                            | vinhalense                               | |
| Viseu                             | viseense                                 | visiense |
| Vizela                            | vizelense                                | |
| Vodra                             | vodrense                                 | |
| Vouzela                           | vouzelense                               | |
| Zambujal                          | zambujalense                             | |
| Zambujeira do Mar                 | zambujeirense                            | |
| Zebreira                          | zebreirense                              | |
| Zebreiros                         | zebreirense                              | |
| Zedes                             | zedense                                  | |
| Zibreira                          | zibreirense                              | |